# Pierre-Olivier Lapie
Pierre-Olivier Lapie (ur. 2 kwietnia 1901 w Rennes, zm. 10 marca 1994 w Paryżu) – francuski polityk, prawnik i pisarz, uczestnik ruchu oporu podczas II wojny światowej, Sprawiedliwy wśród Narodów Świata. Wieloletni deputowany krajowy i europejski, w latach 1940–1942 gubernator Czadu, w latach 1950–1951 minister edukacji, w latach 1958–1967 członek Wysokiej Władzy Europejskiej Wspólnoty Węgla i Stali.

## Życiorys
Absolwent Lycée Condorcet, studiował w Instytucie Nauk Politycznych w Paryżu i na Uniwersytecie Paryskim. Uzyskał tytuł magistra prawa i uprawnienia adwokata, od 1925 praktykował w tym zawodzie przy paryskim sądzie apelacyjnym. Specjalizował się w zakresie prawa międzynarodowego. Należał do stowarzyszenia Ordre Nouveau o zapatrywaniach personalistycznych, kierował stowarzyszeniem francusko-brytyjskim. Autor licznych publikacji książkowych.
W 1936 wybrany do Zgromadzenia Narodowego z ramienia Unii Socjalistycznej Republikańskiej. W 1939 zmobilizowany jako oficer rezerwy do Legii Cudzoziemskiej, służył m.in. na froncie wschodnim i jako tłumacz podczas kampanii norweskiej. W czerwcu 1940 przybył do Londynu. Od lipca do września 1940 był dyrektorem ds. zagranicznych w gabinecie Charles’a de Gaulle’a, zaś od listopada 1940 do grudnia 1942 – gubernatorem Czadu. W 1940 skazany zaocznie na karę śmierci przez władze Francji Vichy. W 1942 dołączył do 13 Półbrygady Legii Cudzoziemskiej, uczestniczył w walkach w Libii i Tunezji. W 1943 został oficerem łącznikowym z siłami brytyjskimi.
Od października 1943 do sierpnia 1945 członek Tymczasowego Zgromadzenia Konsultacyjnego obradującego w Algierze, następnie od października 1945 do czerwca 1946 członek Zgromadzenia Konstytucyjnego. W 1945 wstąpił do Francuskiej Sekcji Międzynarodówki Robotniczej. W latach 1946–1955 i 1956–1958 ponownie członek Zgromadzenia Narodowego, w tym od 1956 wiceprzewodniczący. W latach 1949–1955 oddelegowany do Zgromadzenia Parlamentarnego Rady Europy, a także do Zgromadzenia Ogólnego Organizacji Narodów Zjednoczonych i od 1958 do Parlamentu Europejskiego. W tym drugim gremium od 1958 do 1959 kierował frakcją socjalistyczną. Zajmował stanowiska podsekretarza stanu w resorcie spraw zagranicznych (grudzień 1946–styczeń 1947) i ministra edukacji (lipiec 1951–sierpień 1951). Pomiędzy 1956 a 1958 kierował francuską delegacją przy UNESCO.
W 1958 wykluczony z SFIO, w kolejnych latach zbliżył się do środowisk lewicowych gaullistów. Pomiędzy 1959 a 1967 członek Wysokiej Władzy Europejskiej Wspólnoty Węgla i Stali kierowanej kolejno przez Piera Malvestitiego, Rinalda Del Bo i Alberta Coppégo. Odpowiadał w nich za konkurencję, sektor transportu i koordynację polityki energetycznej. W 1969 został członkiem Académie des sciences morales et politiques, części Instytutu Francji.

## Odznaczenia i wyróżnienia
Odznaczony m.in. Legią Honorową III klasy, Krzyżem Wojennym (za lata 1939–1945), Order Imperium Brytyjskiego III klasy i Krzyżem Wojskowym (brytyjskim).